# Mikuláš Huba

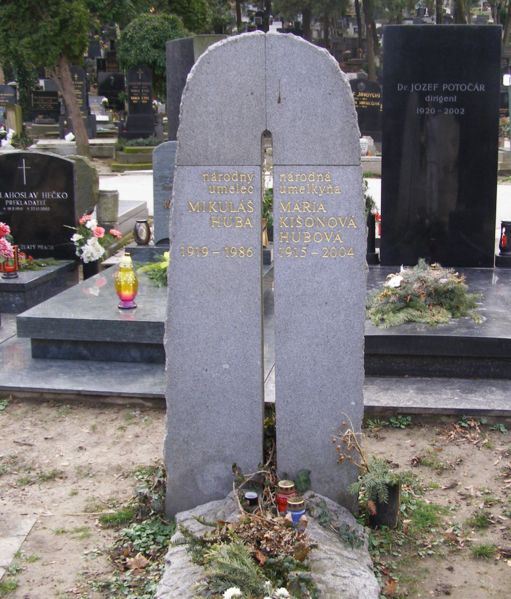
La tomba presso il cimitero di Slávičie údolie a Bratislava, opera dello scultore Marián Huba.

Mikuláš Huba (Spišská Nová Ves, 19 ottobre 1919 – Bratislava, 12 ottobre 1986) è stato un attore slovacco.

## Biografia
Sposò il soprano Mária Kišonová-Hubová, da cui ebbe come figlio Martin Huba, attore e regista.
Già come studente di ginnasio fu membro della compagnia dilettantistica Hviezdoslav. Dopo la maturità si trasferì a Bratislava per studiare diritto e filosofia, ma invece terminò gli studi nel 1940 con il professore Janko Borodáč all'Accademia musicale e drammatica. Già mentre era studente all'Accademia divenne nel 1938 membro del teatro di prosa del Teatro Nazionale Slovacco: in seguito, dal 1953 al 1963 sarà capo del teatro di prosa. 
Con la sua voce vellutata fu un recitatore molto apprezzato. Recitò alla radio e in molti film e serial televisivi come Sám vojak v poli (1965), Živý bič (1966), Straty a nálezy (1975), Americká tragédia (1976), Canarisova krvavá hviezda, Príbehy z lepšej spoločnosti, Naši synovia, Desatinka citu. 
Dal 1951 fu insegnante all'Alta scuola di arti musicali nel 1962 divenne insegnante di ruolo. Fu un artista politicamente impegnato: dal 1968 al 1975 fu candidato, e dal 1976 membro effettivo del Comitato centrale del Partito comunista slovacco. Funse da presidente dell'Unione slovacca degli artisti drammatici dal 1970 al 1972 e dal 1982 al 1986.
Nel 1966 lo Stato gli conferì il titolo di Artista meritevole e nel 1973 ebbe il titolo di Artista nazionale.

## Filmografia
- 1947: Varúj...! (nel ruolo dell'ingegner Gregor)
- 1948: Vlčie diery (nel ruolo di Matúš Svrčina)
- 1949: Priehrada (nel ruolo dell'ingegner Hájnik)
- 1951: Boj sa skončí zajtra (nel ruolo di Tokár, fu anche collaboratore artistico alla sceneggiatura)
- 1951: Akce B (nel ruolo del major SNB)
- 1952: Mladé srdcia (nel ruolo di Grešo)
- 1952: Únos (nel ruolo del delegato cecoslovacco alle Nazioni Unite)
- 1957: Posledná bosorka (nel ruolo di Peter)
- 1959: Letiště nepříjimá (nel ruolo di Lipták)
- 1960: Na pochode sa vždy nespieva (nel ruolo dell'ingegner Barič)
- 1965: Smrť prichádza v daždi (nel ruolo di Holeš)
- 1966: Živý bič (nel ruolo del notaio)
- 1966: Siedmy kontingent (nel ruolo del generale)
- 1967: Vreckári (nel ruolo del colonnello)
- 1972: Zajtra bude neskoro (nel ruolo di Lányi)
- 1973: Skrytý prameň (nel ruolo di Orphanides)
- 1975: Horúčka (nel ruolo di Buchala)
- 1975: Šepkajúci fantóm (nel ruolo del dottor Kysela)
- 1976: Vojaci slobody (nel ruolo del general Sázavský)
- 1977: Advokátka (nel ruolo del primario)
- 1978: Poéma o svedomí (nel ruolo del generale Golian)
- 1981: Člny proti prúdu (nel ruolo dell'uomo in smoking)
- 1983: Putování Jana Amose (nel ruolo di Oxenstijerna)
- 1984: Keď jubilant plače (nel ruolo del drammaturgo)
- 1990: Svědek umírajícího času (nel ruolo di Bohuslav z Michalovíc)